# Сінерсіг
Сінерсіг (рум. Sinersig) — село у повіті Тіміш в Румунії. Входить до складу комуни Болдур.
Село розташоване на відстані 370 км на північний захід від Бухареста, 39 км на схід від Тімішоари.

## Населення
За даними перепису населення 2002 року у селі проживала 621 особа.
Національний склад населення села:
| Національність | Кількість осіб | Відсоток |
| -------------- | -------------- | -------- |
| румуни         | 526            | 84,7%    |
| українці       | 47             | 7,6%     |
| угорці         | 35             | 5,6%     |
| цигани         | 9              | 1,4%     |

Рідною мовою назвали:
| Мова       | Кількість осіб | Відсоток |
| ---------- | -------------- | -------- |
| румунська  | 536            | 86,3%    |
| українська | 45             | 7,2%     |
| угорська   | 29             | 4,7%     |
| циганська  | 8              | 1,3%     |